# Телезиппа
Телезиппа (V век до н. э.) — древнегреческая аристократка из рода Алкмеонидов, жена Гиппоника и Перикла. Имя этой женщины неизвестно, Телезиппой её называют только авторы художественной литературы Нового и Новейшего времени.

## Биография
Условная Телезиппа упоминается в сохранившихся источниках только как первая жена афинского политика Перикла. О ней известно немногое. Это была представительница аристократического рода Алкмеонидов, дочь Мегакла и Кесиры, двоюродная сестра Перикла, родная сестра Диномахи, жены Клиния и матери Алкивиада. По данным Плутарха, в первом браке она была женой Гиппоника из рода Кериков, от которого родила сына Каллия, потом развелась и вышла за Перикла. Некоторые учёные считают, что брак с Периклом предшествовал браку с Гиппоником. От Перикла эта женщина родила двух сыновей — Ксантиппа (в разных версиях до 470 года до н. э. или не раньше середины 450-х годов до н. э.) и Парала (в одной из версий — в 450-х годах до н. э.).
Брак с Периклом тоже закончился разводом. Согласно Плутарху, это произошло, так как «совместная жизнь перестала… нравиться» супругам; брак был расторгнут по взаимному согласию, и Перикл даже нашёл бывшей жене нового мужа. Гераклид Понтийский утверждает, что политик прогнал жену из дома, чтобы «зажить всласть с мегарскою гетерой Аспасией». В историографии существует мнение, что развод имел политические причины: на определённом этапе карьеры Периклу понадобилось дистанцироваться от Алкмеонидов, поэтому он и дал жене развод.
Супруга Перикла стала персонажем романа «Аспасия», написанного австрийским драматургом Робертом Гамерлингом и опубликованного в 1876 году. В этом произведении она была названа Телезиппой. Впоследствии это имя использовали и другие писатели.